# The Offence
The Offence é um filme anglo-americano de 1972 do gênero "Drama policial" dirigido por Sidney Lumet com distribuição da United Artist. O roteiro de John Hopkins adapta a sua peça de 1968 chamada This Story of Yours.
O filme não foi bem sucedido e à época não foi lançado em vários paises (como a França, onde ficou inédito nos cinemas até 2007), apesar de ser estrelado por Sean Connery, famoso pela série de James Bond. Em função desses resultados, a United Artists desistiu de patrocinar o projeto seguinte de Connery, uma versão cinematográfica de Macbeth a qual o astro esperava dirigir.
O filme teve locações em Bracknell, Berkshire.

## Elenco
- Sean Connery...sargento policial Johnson
- Trevor Howard...Superintendente Cartwright
- Vivien Merchant...Maureen Johnson
- Ian Bannen...Kenneth Baxter
- Peter Bowles...Cameron
- Derek Newark...Frank Jessard
- Ronald Radd...Lawson
- John Hallam...Panton
- Richard Moore...Garrett
- Anthony Sagar...Hill
- Maxine Gordon...Janie Edmonds (a menina atacada)

## Sinopse
O sargento da polícia Johnson, depois de vinte anos trabalhando em ocorrências de assassinatos, estupros e outros crimes escabrosos, perde o controle ao investigar o caso de um psicopata molestador de meninas. Quando a polícia prende o suspeito Kenneth Baxter, Johnson o interroga e acaba por espancá-lo brutalmente. Em flashback é mostrado toda a conversa que Johnson e Baxter tiveram enquanto estiveram sozinhos, quando é revelado o conturbado perfil pesicológico do policial.  